# Povoação Velha
Ne doit pas être confondu avec Povoação.
Povoação Velha est un village du Cap-Vert dans l'île de Boa Vista.

## Géographie
Il est situé à 24 km au Sud de Rabil.

## Histoire
Fondé au XVIIe siècle, il s'agit du plus ancien village de l'île. À l'origine les habitants se sont établis dans ce lieu pour fuir les pirates qui ravageaient les côtes mais aussi car il est situé à proximité d'un point d'eau.